# Louis Piccon
Louis Piccon, italianizzato in Luigi Piccon (Nizza, 22 febbraio 1804 – Nizza, 3 marzo 1889), è stato un politico francese.

## Biografia
Avvocato, fu Deputato del Regno di Sardegna nella IV legislatura. A seguire, fu Deputato dell'Assemblea nazionale costituente francese dal 1871 al 1875.